# Marizza Andrássy
Gräfin Mária Gabriella Andrássy von Csíkszentkirály und Krasznahorka (vollständiger Name: Mária Gabriella Albertina Emánuella Jozefa Viktória, genannt Marizza; * 7. Dezember 1886 in Budapest; † 14. Dezember 1961 in Wien) war eine ungarische Aristokratin und durch Heirat ein Mitglied des Hauses Liechtenstein.

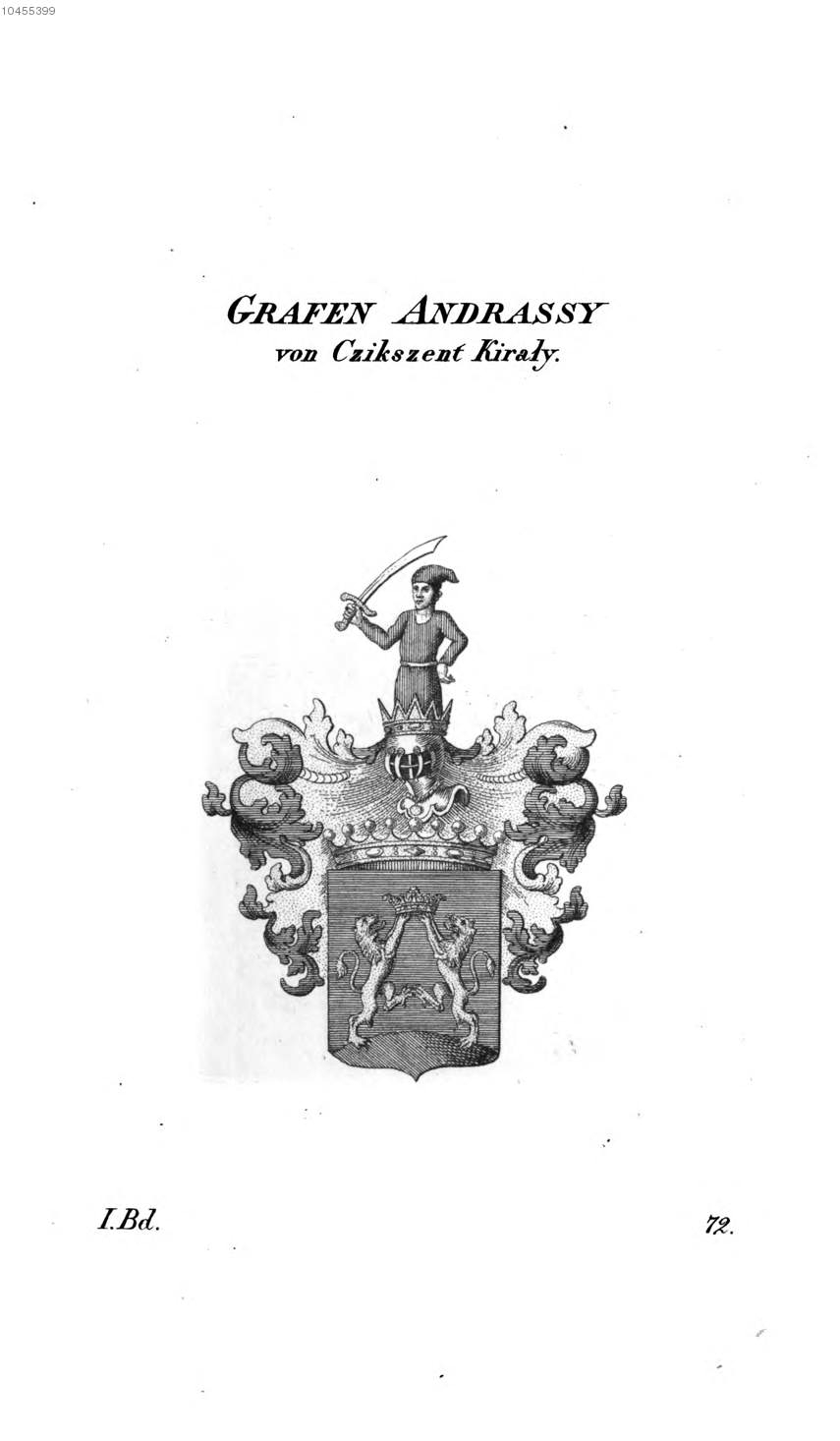
Wappen Grafen Andrássy von Csíkszentkirály und Krasznahorka

## Biografie
Marizza wurde 1886 als ältestes von drei Kindern des Grafen Géza Andrássy von Csíkszentkirály und Krasznahorka (1856–1938) und dessen Gattin Eleonora, geborene Gräfin von Kaunitz (1862–1936), in Budapest geboren. Ihre Kindheit und Jugend verbrachte sie auf Schloss Betlér, dem Stammsitz ihrer Familie, und in Budapest. In Baden bei Wien verlobte sie sich am 28. Mai 1906 mit dem Marineoffizier Prinz Johannes von und zu Liechtenstein (1873–1959), Sohn des Prinzen Alfred von und zu Liechtenstein (1842–1907) und dessen Gattin Henriette, geborene Prinzessin von und zu Liechtenstein (1843–1931). Die kirchliche Trauung fand am 6. September 1906 in der Universitätskirche in Budapest statt. Aus der Ehe gingen vier Söhne hervor: Alfred (1907–1991), Emanuel (1908–1987), Hans (1910–1975) und Constantin (1911–2001). Mehreren Zeitungsartikeln zufolge war Marizzas Oberteil und Taille mit Csetneker-Spitze verziert, womit sie ihre ungarischen Nationalgefühle zum Ausdruck bringen wollte. Als Hochzeitsgeschenk erhielt sie von ihrem Vater Schloss Neuschloß in Nordböhmen.
Durch die Heirat mit Prinz Johannes von und zu Liechtenstein, einem Schwager der Erzherzogin Elisabeth Amalie von Österreich, gelang Marizza in den Kreis des europäischen Hochadels. Zeitgenossen hoben die neue Verwandtschaft der Grafen Andrássy mit dem Hause Habsburg besonders hervor. Das Paar verbrachte seine Flitterwochen auf dem gräflich Csáky-Andrássyschen Schloss in Nagykemence. Marizza und ihr Ehemann verband die Leidenschaft zur Jagd. Sie besuchten oft die Jagdgebiete ihrer Familie in Oberungarn. In den folgenden Jahren war Marizza Schirmherrin ungarischer Bälle und Wohltätigkeitsveranstaltungen. Sie wurde zu einer beliebten Figur im europäischen gesellschaftlichen Leben, wodurch sich ein Besuch des Prinzen Henrich von Preußen auf Schloss Betlér und dem Jagdgut der Familie Andrássy in Suchowa ergab.

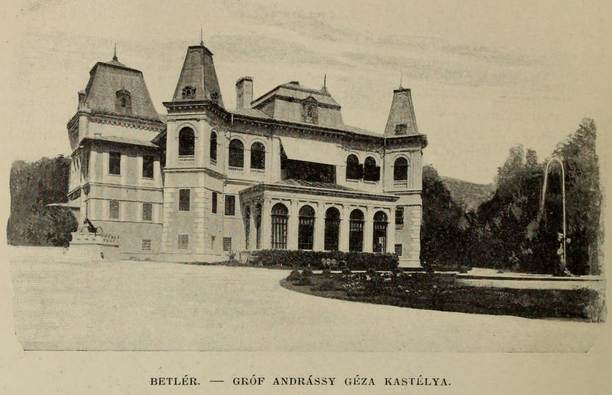
Schloss Betlér, in dem Gräfin Marizza lange Zeit lebte und ihre beiden ältesten Kinder geboren wurden.

Aufgrund der Marineoffizierslaufbahn ihres Ehemanns folgten ständige Wohnortswechsel zwischen den Adriahäfen der k. u. k. Kriegsmarine, Schloss Betlér, Budapest und Konstantinopel. Nachdem Prinz Johannes am 3. Mai 1912 zum Marineattaché an der k. u. k. Botschaft beim Königreich Italien ernannt wurde, zog die Familie nach Rom. Mit dem Kriegseintritt Italiens 1915 verließ die Familie das Land. Während des Krieges zeichnete sich Prinz Johannes als Kommandant der Wildfang, Csepel und Novara aus. Schließlich nahm er als Unterhändler am Waffenstillstand von Villa Giusti im Herbst 1908 teil. Im Rang eines k. u. k. Linienschiffskapitäns trat er am 1. Januar 1919 in den Ruhestand. Nach dem Ersten Weltkrieg wohnte das Paar in einem Palais (Besitz Liechtenstein) an der Löwelstraße 12 in Wien und ab 1924 im Schloss Liechtenstein bei Maria Enzersdorf. Marizza blieb eine bekannte Persönlichkeit der Wiener Gesellschaft. Zweimal zierte sie die Titelseite des Wiener Salonblattes.
Nachdem ihr Ehemann 1929 auf das Familienfideikommiss mit den Gütern in der West- und Oststeiermark zugunsten des ältesten Sohnes verzichtet hatte und sich in den 1930er Jahren die politische Lage in Österreich zunehmend verschärfte, verlegte das Ehepaar seinen Lebensmittelpunkt nach Budapest. Sie wohnten im VIII. Bezirk in der Szentkirályi utca 32/a und verbrachten viel Zeit in ihrem Ferienhaus am Ufer des Plattensees. 1934 berichtete die Presse über die Bekanntgabe der Verlobung ihres Sohnes Hans mit Infantin Maria Christina, Tochter des spanischen Königs Alfonso XIII. Die Verbindung wurde jedoch aus unbekannten Gründen aufgelöst. Marizza überschrieb 1936 Schloss Neuschloß in Nordböhmen ihren Söhnen Emanuel und Hans. Mit ersterem und ihrem Ehemann besuchte sie 1937 während des Spanischen Bürgerkriegs ihre Verwandten und Bekannten in Spanien, die aufgrund der politischen Lage in schwierigen Verhältnissen lebten. Während des Besuchs traf sie in der Stadt Burgos auch den spanischen General Francisco Franco.
Während des Zweiten Weltkriegs konnte die Familie dank des Eingreifens von Prinz Johannes nach Liechtenstein fliehen. Mit der sowjetischen Machtübernahme nach dem Weltkrieg wurden sowohl ihr ungarischer als auch ihr tschechoslowakischer Besitz verstaatlicht. Das Ehepaar lebte fortan auf Schloss Hollenegg, wo es 1956 auch seine Goldene Hochzeit feierte. Drei Jahre später verstarb Prinz Johannes. Marizza verbrachte ihre letzten Lebensjahre in Wien, wo sie am 14. Dezember 1961 verstarb. Sie wurde in der fürstlichen Gruft in Vaduz beigesetzt.

## Auszeichnungen
- 1907: Sternkreuzordensdame[19]

## Trivia
Einige Quellen deuten darauf hin, dass sie die Namensgeberin der Operette Gräfin Mariza des ungarischen Komponisten Emmerich Kálmán gewesen sein könnte, was jedoch mangels musikgeschichtlicher Analysen nicht eindeutig geklärt werden kann.

## Vorfahren
| Ahnentafel der Gräfin Marizza Andrássy | Ahnentafel der Gräfin Marizza Andrássy | Ahnentafel der Gräfin Marizza Andrássy | Ahnentafel der Gräfin Marizza Andrássy | Ahnentafel der Gräfin Marizza Andrássy | Ahnentafel der Gräfin Marizza Andrássy | Ahnentafel der Gräfin Marizza Andrássy | Ahnentafel der Gräfin Marizza Andrássy | Ahnentafel der Gräfin Marizza Andrássy |
| -------------------------------------- | --- | --- | --- | --- | --- | --- | --- | --- |
| Ururgroßeltern                         | Graf József Andrássy von Csíkszentkirály und Krasznahorka (1762–1834) ⚭ 1790 Gräfin Walburga Csáky von Körösszegh und Adorján (1770–1792)                    | Graf Péter Szapáry von Szapár, Muraszombat und Széchy-Szige (1766–1827) ⚭ 1792 Gräfin Julianna Csáky von Körösszegh und Adorján (1770–1838)                  | Graf János VIII. Lipót József István Pálffy von Erdőd (1728–1791) ⚭ 1762 Prinzessin Maria Gabriela von Colloredo-Mels Waldsee (1741–1801)                | Graf Zsigmond Erdődy von Monyorókerék und Monoszló (1775–1813) ⚭ 1801 Gräfin Mária Festetics von Tolna (1774–1837)                                       | Graf Vincenz Ferrerius Karl Michael Joseph Johann von Kaunitz-Rietberg (1774–1829) ⚭ 1801 Gräfin Pauline Julie de Longueval von Buquoy (1780–1857)       | Graf Joachim Heinrich Woracziczky von Pabienitz und Bissingen (1781–1838) ⚭ Gräfin Elisabeth Wratislaw-Netolitzky von Mitrowicz (1783–1857)              | Graf Anton de Padua Josef von Thun und Hohenstein (1754–1840) ⚭ 1789 Gräfin Marie Terezie Wratislaw von Mitrowicz (1766–1851)                            | Freiherr Adalbert Mladota von Solopisk (1778–1827) ⚭ Gräfin Marie Příchovský von Przichowitz (1771–1805)                                                 |
| Urgroßeltern                           | Graf Károly III. Andrássy von Csíkszentkirály und Krasznahorka (1792–1845) ⚭ 1819 Gräfin Etelka Szapáry von Szapár, Muraszombat und Széchy-Szige (1798–1876) | Graf Károly III. Andrássy von Csíkszentkirály und Krasznahorka (1792–1845) ⚭ 1819 Gräfin Etelka Szapáry von Szapár, Muraszombat und Széchy-Szige (1798–1876) | Graf Ferenc V. Alajos Meinrad Pálffy von Erdőd (1780–1852) ⚭ 1827 Gräfin Nathalie Maria Erdődy von Monyorókerék und Monoszló (1804–1845)                 | Graf Ferenc V. Alajos Meinrad Pálffy von Erdőd (1780–1852) ⚭ 1827 Gräfin Nathalie Maria Erdődy von Monyorókerék und Monoszló (1804–1845)                 | Graf Michael von Kaunitz zu Rietberg (1803–1852) ⚭1828 Gräfin Eleonora Woracziczky von Pabienitz und Bissingen (1809–1898)                               | Graf Michael von Kaunitz zu Rietberg (1803–1852) ⚭1828 Gräfin Eleonora Woracziczky von Pabienitz und Bissingen (1809–1898)                               | Graf Leopold Leonhard von Thun und Hohenstein (1797–1877) ⚭1829 Freiin Elisabeth Mladota von Solopisk (1805–1876)                                        | Graf Leopold Leonhard von Thun und Hohenstein (1797–1877) ⚭1829 Freiin Elisabeth Mladota von Solopisk (1805–1876)                                        |
| Großeltern                             | Graf Máno Andrássy von Csíkszentkirály und Krasznahorka (1821–1891) ⚭ 1833 Gräfin Gabriella Pálffy von Erdőd (1833–1914)                                     | Graf Máno Andrássy von Csíkszentkirály und Krasznahorka (1821–1891) ⚭ 1833 Gräfin Gabriella Pálffy von Erdőd (1833–1914)                                     | Graf Máno Andrássy von Csíkszentkirály und Krasznahorka (1821–1891) ⚭ 1833 Gräfin Gabriella Pálffy von Erdőd (1833–1914)                                 | Graf Máno Andrássy von Csíkszentkirály und Krasznahorka (1821–1891) ⚭ 1833 Gräfin Gabriella Pálffy von Erdőd (1833–1914)                                 | Reichsfürst Albrecht von Kaunitz zu Rietberg (1829–1897) ⚭1854 Gräfin Elisabeth von Thun und Hohenstein (1831–1910)                                      | Reichsfürst Albrecht von Kaunitz zu Rietberg (1829–1897) ⚭1854 Gräfin Elisabeth von Thun und Hohenstein (1831–1910)                                      | Reichsfürst Albrecht von Kaunitz zu Rietberg (1829–1897) ⚭1854 Gräfin Elisabeth von Thun und Hohenstein (1831–1910)                                      | Reichsfürst Albrecht von Kaunitz zu Rietberg (1829–1897) ⚭1854 Gräfin Elisabeth von Thun und Hohenstein (1831–1910)                                      |
| Eltern                                 | Graf Géza Julius Alexander Johann Maria Andrássy von Csíkszentkirály und Krasznahorka (1856–1938) ⚭1883 Gräfin Eleonora von Kaunitz-Rietberg (1862–1936)     | Graf Géza Julius Alexander Johann Maria Andrássy von Csíkszentkirály und Krasznahorka (1856–1938) ⚭1883 Gräfin Eleonora von Kaunitz-Rietberg (1862–1936)     | Graf Géza Julius Alexander Johann Maria Andrássy von Csíkszentkirály und Krasznahorka (1856–1938) ⚭1883 Gräfin Eleonora von Kaunitz-Rietberg (1862–1936) | Graf Géza Julius Alexander Johann Maria Andrássy von Csíkszentkirály und Krasznahorka (1856–1938) ⚭1883 Gräfin Eleonora von Kaunitz-Rietberg (1862–1936) | Graf Géza Julius Alexander Johann Maria Andrássy von Csíkszentkirály und Krasznahorka (1856–1938) ⚭1883 Gräfin Eleonora von Kaunitz-Rietberg (1862–1936) | Graf Géza Julius Alexander Johann Maria Andrássy von Csíkszentkirály und Krasznahorka (1856–1938) ⚭1883 Gräfin Eleonora von Kaunitz-Rietberg (1862–1936) | Graf Géza Julius Alexander Johann Maria Andrássy von Csíkszentkirály und Krasznahorka (1856–1938) ⚭1883 Gräfin Eleonora von Kaunitz-Rietberg (1862–1936) | Graf Géza Julius Alexander Johann Maria Andrássy von Csíkszentkirály und Krasznahorka (1856–1938) ⚭1883 Gräfin Eleonora von Kaunitz-Rietberg (1862–1936) |
|                                        | Gräfin Mária Gabriella Albertina Emánuella Jozefa Viktória Andrássy von Csíkszentkirály und Krasznahorka (1886–1961)                                         | | | | | | | |